# Список земноводних Пакистану
Це список земноводних, що трапляються на території Пакистану. Фауна Пакистану включає 22 види земноводних — всі вони належать до ряду безхвостих (жаби та ропухи). Цей список базується на інформації зі світової бази даних Amphibian Species of World, плюс додавання деяких видів, нещодавно відкритих для науки або нових для цієї території.

## Безхвості(Anura)
До ряду відносяться жаби та ропухи. Ряд налічує понад 6000 видів, з яких у Пакистані трапляється 22 види з 12 родів у чотирьох родинах.

### Ропухові(Bufonidae)
У Пакистані зафіксовано 8 видів ропух.
| Вид                                           | Автор таксона             | Статус МСОП | Зображення |
| Ряд: Безхвості (Anura)                        |                           |             |            |
| Родина: Ропухові (Bufonidae)                  |                           |             |            |
| Bufotes latastii (ропуха Латасте)             | Boulenger, 1882           | LC          |            |
| Bufotes pseudoraddei                          | Mertens, 1971             | LC          |            |
| Bufotes surdus                                | Boulenger, 1891           | LC          |            |
| Bufotes zugmayeri                             | Eiselt & Schmidtler, 1973 | LC          |            |
| Duttaphrynus himalayanus (ропуха гімалайська) | Günther, 1864             | LC          |            |
| Duttaphrynus melanostictus (ропуха малайська) | Schneider, 1799           | LC          |            |
| Duttaphrynus olivaceus                        | Blanford, 1874            | LC          |            |
| Duttaphrynus stomaticus                       | Lütken, 1864              | LC          |            |

### Родина Dicroglossidae
Трапляється 11 видів у 7 родах.
| Вид                      | Автор таксона       | Статус МСОП | Зображення |
| Ряд: Безхвості (Anura)   |                     |             |            |
| Родина: Dicroglossidae   |                     |             |            |
| Allopaa barmoachensis    |                     | NE          |            |
| Allopaa hazarensis       | Dubois & Khan, 1979 | LC          |            |
| Chrysopaa sternosignata  | Murray, 1885        | LC          |            |
| Euphlyctis cyanophlyctis | Schneider, 1799     | LC          |            |
| Euphlyctis hexadactylus  | (Lesson, 1834)      | LC          |            |
| Hoplobatrachus tigerinus | Daudin , 1802       | LC          |            |
| Minervarya syhadrensis   | (Annandale, 1919)   | LC          |            |
| Nanorana vicina          | (Stoliczka, 1872)   | LC          |            |
| Sphaerotheca breviceps   | (Schneider, 1799)   | LC          |            |
| Sphaerotheca strachani   | (Murray, 1884)      | LC          |            |

### Megophryidae
Трапляється один вид.
| Вид                    | Автор таксона | Статус МСОП | Зображення |
| Ряд: Безхвості (Anura) |               |             |            |
| Родина: Megophryidae   |               |             |            |
| Scutiger nyingchiensis | Fei, 1977     | LC          |            |

### Карликові райки(Microhylidae)
Трапляється два види.
| Вид                                    | Автор таксона              | Статус МСОП | Зображення |
| Ряд: Безхвості (Anura)                 |                            |             |            |
| Родина: Карликові райки (Microhylidae) |                            |             |            |
| Microhyla ornata                       | (Duméril and Bibron, 1841) | LC          |            |
| Uperodon systoma                       | (Schneider, 1799)          | LC          |            |